# Bryan Coquard

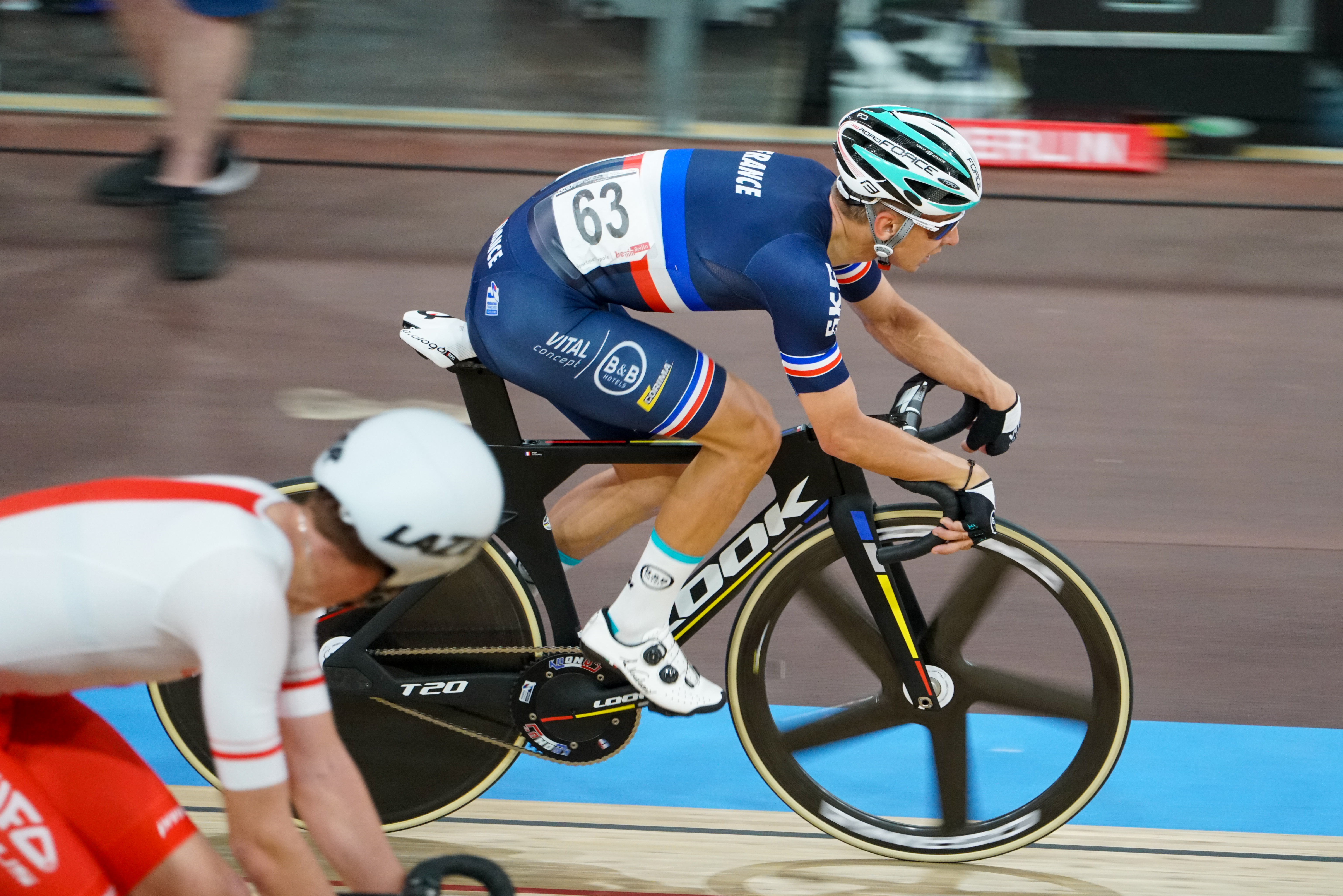
Coquard im Punktefahren der Bahn-EM 2020 in Berlin

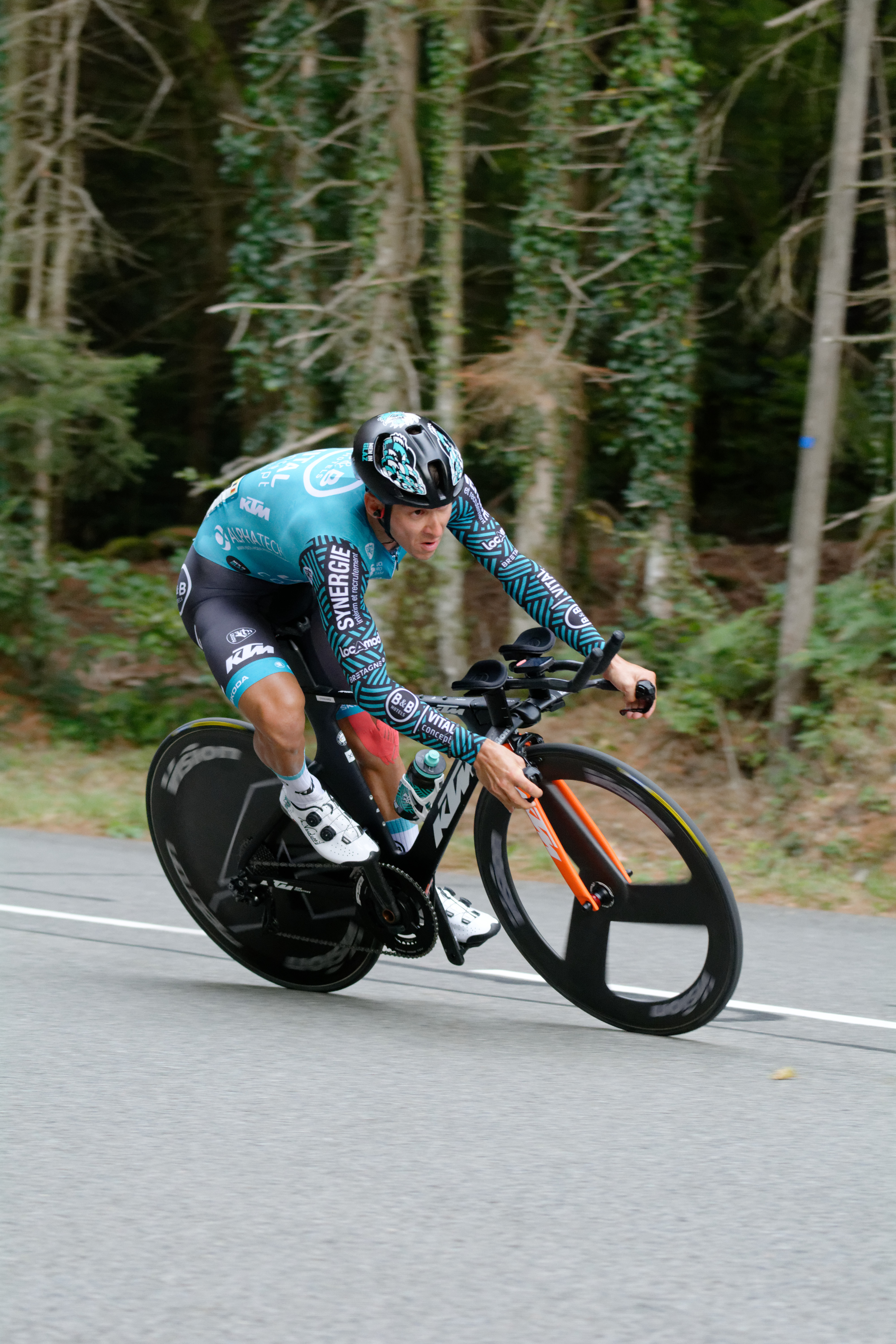
Bryan Coquard bei der 20. Etappe der Tour de France 2020

Bryan Coquard (* 25. April 1992 in Saint-Nazaire) ist ein französischer Radrennfahrer. Im Bahnradsport wurde er unter anderem Olympiazweiter und Weltmeister. Auf der Straße gewann er zahlreiche Rennen des internationalen Kalenders vornehmlich im Sprint.

## Werdegang
Als Juniorenfahrer errang Bryan Coquard bei den Junioren-Bahnweltmeisterschaften in Moskau den Titel im Omnium auf der Bahn. Im Jahr darauf wurde er Vize-Europameister der Junioren im Straßenrennen sowie Dritter der Europameisterschaft im Scratch.
2011 startete Coquard in der Elite, wurde französischer Meister in der Mannschaftsverfolgung sowie im Scratch, im Zweier-Mannschaftsfahren wurde er Vizemeister, gemeinsam mit Morgan Lamoisson. Bei den Bahn-Europameisterschaften im Oktober in Apeldoorn errang er die Silbermedaille im Omnium, nachdem er schon zuvor an selber Stelle im März bei den Weltmeisterschaften einen achten Rang in derselben Disziplin belegt hatte. Bei den Olympischen Spielen 2012 in London errang Bryan Coquard die Silbermedaille im Omnium. Zusammen mit Morgan Kneisky wurde er bei den Bahnweltmeisterschaften 2015 Weltmeister im Madison.
Auf der Straße erhielt Coquard 2013 seinen ersten Vertrag bei einem internationalen Radsportteam, dem französischen Professional Continental Team Europcar. Der leichte nur 1,69 Meter große Coquard gilt als Sprintspezialist, der mit einem Renngewicht von 58 Kilogramm vor allem auf leicht ansteigenden Zielgeraden oder kurvigen Schlusssprints erfolgreich ist. Er gewann zahlreiche Eintagesrennen und Tagesabschnitte von internationalen Wettbewerben sowie 2016 die Gesamtwertung der 4 Jours de Dunkerque einer Rundfahrt der hors categorie.
Bei der Tour de France 2015 wurde Coquard im Zielsprint der Schlussetappe auf der Champs-Elysées Zweiter hinter André Greipel; 2016 wurde er auf der vierten Etappe auf ansteigender Zielgerade von Marcel Kittel nur um 2,5 Zentimeter geschlagen. 2016 gewann er die Gesamtwertungen von 4 Jours de Dunkerque und der  Boucles de la Mayenne. Bis 2019 gelangen ihm zahlreiche weitere Etappensiege bei Rundfahrten, 2019 gewann er den Grote Prijs Marcel Kint. Auf der Bahn wurde er im selben Jahr Europameister im Punktefahren und belegte im Ausscheidungsfahren Platz zwei.
Zur Saison 2022 stieg Coquard in die UCI WorldTour auf und wurde Mitglied im Team Cofidis. Den ersten Erfolge für sein neues Team erzielte er im Jahr 2022 mit Etappensiegen beim Étoile de Bessèges und der Tour de La Provence. Am Ende der Saison setzte er sich zudem bei dem Eintagesrennen Tour de Vendée durch. Im Jahr 2023 folgte sein erster Etappensieg bei einem Rennen der UCI WorldTour, als er den Sprint der 4. Etappe bei der Tour Down Under für sich entschied. Seine einzigen beiden weiteren Erfolge erzielte er bei der Région Pays de la Loire Tour. Bei den Radsport-Weltmeisterschaften im britischen Glasgow sicherte er sich mit der französischen Mixed-Staffel die Silbermedaille, wobei ihnen nur sieben Sekunden auf die siegreichen Schweizer fehlten. Im Jahr 2024 gewann Bryan Coquard nur ein Rennen. Er war dabei jedoch bei der Tour de Suisse und somit erneut bei einem Etappenrennen der UCI WorldTour erfolgreich.
Bei der Tour Down Under 2025 startete er mit einem Etappensieg in die Saison.

## Ehrungen
2013 wurde Coquard Ritter des französischen Nationalverdienstordens.

## Erfolge

### Straße
2010
- Europameisterschaft – Straßenrennen (Junioren)

2012
- eine Etappe Tour de Berlin
- Weltmeisterschaft – Straßenrennen (U23)

2013
- zwei Etappen Étoile de Bessèges
- zwei Etappen Tour de Langkawi
- eine Etappe Tour de Picardie
- Châteauroux Classic de l’Indre

2014
- zwei Etappen Étoile de Bessèges
- Route Adélie
- Paris–Camembert
- eine Etappe Tour de Picardie

2015
- eine Etappe Étoile de Bessèges
- eine Etappe 4 Jours de Dunkerque
- zwei Etappen Route du Sud

2016
- zwei Etappen und Punktewertung Étoile de Bessèges
- Route Adélie
- eine Etappe Circuit Cycliste Sarthe
- Gesamtwertung, drei Etappen, Punktewertung und Nachwuchswertung  4 Jours de Dunkerque
- Gesamtwertung, Prolog, eine Etappe und Punktewertung Boucles de la Mayenne
- zwei Etappen Route du Sud

2017
- eine Etappe Valencia-Rundfahrt
- eine Etappe Andalusien-Rundfahrt
- zwei Etappen und Punktewertung Circuit Cycliste Sarthe
- eine Etappe Belgien-Rundfahrt

2018
- eine Etappe Tour of Oman
- eine Etappe 4 Jours de Dunkerque
- eine Etappe Belgien-Rundfahrt

2019
- eine Etappe Étoile de Bessèges
- eine Etappe und Punktewertung Circuit Cycliste Sarthe
- eine Etappe 4 Jours de Dunkerque
- Grote Prijs Marcel Kint
- eine Etappe Boucles de la Mayenne
- eine Etappe Belgien-Rundfahrt
- Grand Prix Pino Cerami
- Punktewertung Tour de Wallonie
- eine Etappe Arctic Race of Norway

2020
- eine Etappe Route d’Occitanie

2022
- eine Etappe Étoile de Bessèges
- eine Etappe Tour de La Provence
- Tour de Vendée

2023
- eine Etappe Tour Down Under
- zwei Etappen Région Pays de la Loire Tour

2024
- eine Etappe Tour de Suisse

2025
- eine Etappe Tour Down Under

### Bahn
2009
- Weltmeister – Omnium (Junioren)
- Europameister – Scratch

2010
- Weltmeister – Omnium (Junioren)
- Junioren-Europameisterschaft – Scratch, Zweier-Mannschaftsfahren (mit Romain Le Roux), Mannschaftsverfolgung (mit Alexis Gougeard, Marc Sarreau und Romain Le Roux)
- Französischer Meister – Einerverfolgung (Junioren)

2011
- Französischer Meister – Mannschaftsverfolgung (mit Benoît Daeninck, Damien Gaudin, Morgan Lamoisson und Julien Morice)
- Französischer Meister – Scratch
- Europameisterschaft – Omnium
- Junioren-Europameisterschaft – Mannschaftsverfolgung (mit Romain Le Roux, Marc Sarreau und Alexis Gougeard)

2012
- Olympische Spiele – Omnium
- Französischer Meister – Madison (mit Morgan Lamoisson)
- Französischer Meister – Omnium
- U23-Europameisterschaft – Punktefahren, Omnium

2013
- U23-Europameister – Madison mit Thomas Boudat
- U23-Europameisterschaft – Scratch, Mannschaftsverfolgung, (mit Fabien Le Coguic, Romain Le Roux und Julien Morice)

2015
- Weltmeister – Madison mit Morgan Kneisky
- Europameister – Ausscheidungsfahren

2019
- Europameister – Punktefahren
- Europameisterschaft – Ausscheidungsfahren

2025
- Französischer Meister – Punktefahren, Zweier-Mannschaftsfahren (mit Benjamin Thomas)

## Grand-Tour-Platzierungen
| Grand Tour            | 2014 | 2015 | 2016 | 2017 | 2018 | 2019 | 2020 | 2021 | 2022 | 2023 | 2024 | 2025 |
| --------------------- | ---- | ---- | ---- | ---- | ---- | ---- | ---- | ---- | ---- | ---- | ---- | ---- |
| Giro d’ItaliaGiro     | –    | –    | –    | –    | –    | –    | –    | –    | –    | –    | –    | –    |
| Tour de FranceTour    | 104  | 110  | 113  | –    | –    | –    | 122  | DNF  | –    | 98   | 104  | DNF  |
| Vuelta a EspañaVuelta | –    | –    | –    | –    | –    | –    | –    | –    | DNF  | DNF  | DNF  |      |